# Jens Munks Gade
Jens Munks Gade er en gade beliggende mellem Østbanegade og Strandboulevarden på Østerbro i København. Den er kort, knap 200 meter lang.
Gaden er opkaldt efter Jens Munk (1579-1628), der udsendt i 1619 af Christian 4., sejlede ud for at finde Nordvestpassagen. Det lykkedes desværre ikke, og han måtte overvintre ved Hudson-bugten, hvor mange af hans mænd døde af skørbug. Munk formåede dog at vende hjem og skrive en bog om sine oplevelser. Forfatteren Thorkild Hansen har skrevet en roman om ham, kaldet ”Jens Munk” i 1965.
Indtil 1907 hed gaden Beringsgade efter Vitus Bering (1681-1741), der opdagede Beringsstrædet.
Gaden tilhører en klynge af gader, der fik navn efter danske (og mislykkede) ekspeditioner. Det var meget passende at mindes udfarende danskere så tæt på Amerikakaj og Amerika Plads.

## Nævneværdige bygninger i gaden
I dag præges gaden af, at gadens lige numre er en sammenhængende boligbebyggelse fra 1938. Det er i gule mursten, enkelt og med funktionalistiske træk: Store vinduer, og at det er ud til gården at altanerne vender. Gårdfacaden vender mod syd, og dermed får beboerne mulighed for at bruge altanerne meget længe.
Gården er flisebelagt med fint haveanlæg i midten, hvilket har været gængs at gøre i gårde siden 1930'erne. Bemærk at der er fint afrundede mursten omkring hoveddørene. Det er en lille detalje i et ellers nøgternt murværk, og der er heller ingen afrundede sten omkring kælderindgangene: Her er det naturligt slid, der knækker de spidse hjørner af!
I 1911 i nr. 3 boede havarieksperten G. Meyer. Stillingsbetegnelsen vidner om Østerbros tætte forbindelse til havnen og havet.
I 1955 fandt man Dansk Jernkit fabrik i nr. 1. Købmand E. Zinkernagel holdt til i nr. 5. Karla Kock havde vævestue i nr. 4 og afdelingsgeodæten Else Nielsen boede i nr. 14 på første sal.